# انانترام، مداک
انانترام، مداک (به انگلیسی: Anantharam, Medak) یک منطقهٔ مسکونی در هند است که در آندرا پرادش واقع شده‌است.